# حزوان
حزوان (به عربی: حزوان) یک روستا در سوریه است که در الباب واقع شده‌است. حزوان ۱٬۵۷۹ نفر جمعیت دارد.